# 王藍
王藍（1922年9月3日—2003年10月9日），作家及藝術家，曾在河北阜城當選為第一屆國民大會代表。他的小說《藍與黑》，描寫抗戰時期感人的烽火戀情，被譽為四大抗戰小說之一，也曾在台灣拍成連續劇。其父王勛卿是宣統三年的進士。

## 生平
1922年，生於天津，在北平長大，自幼習畫。1937年，七七事變抗戰，王藍走出藝術學校投筆從戎，在太行山與日軍戰鬥，戰地歲月豐富了生活體驗，充實了創造題材，成為傑出的小說家。 遠在抗戰時期的陪都重慶，王藍的小說多種均風行一時。王藍亦於重慶創辦紅藍出版社，抗戰後遷至北平，內戰撤退來臺，於臺北復社。
1950年，王藍、張道藩、尹雪曼、王平陵、陳紀瀅等人發起、成立中國文藝協會。1952年，其短詩〈你永遠不會失戀〉榮獲中華文藝獎金委員會頒發的五四獎金；長篇小說〈藍與黑〉則在1956年獲得該會的國父誕辰獎金。

## 作品
王藍的創作文類包括詩、散文及小說。

### 詩
- 《聖女．戰馬．鎗》，重慶紅藍出版社，1942年11月

### 散文
- 《寫什麼？怎麼寫？》，臺北紅藍出版社，1955年8月
- 《師生之間》，臺北紅藍出版社，1959年

### 小說
- 《美子的畫像》(短篇小說集)，重慶東方書社，1943年12月
- 《鬼城記》(短篇小說集)，重慶紅藍出版社，1944年2月
- 《相思債》(中篇小說)，重慶紅藍出版社，1944年7月
- 《銀町》(長篇小說)，重慶紅藍出版社，1944年10月
- 《定情錶》(短篇小說集)，臺北紅藍出版社，1954年12月
- 《咬緊牙根的人》(長篇小說)，臺北文壇社，1955年10月
- 《女友夏蓓》(短篇小說集)，臺北紅藍出版社，1957年1月
- 《藍與黑》(長篇小說)，臺北紅藍出版社，1958年2月，純文學出版社(1977)，九歌出版社(1998)[6]
- 《吉屋出售》(短篇小說集)，臺北紅藍出版社，1959年11月
- 《長夜》(長篇小說)，臺北紅藍出版社，1960年11月[7]
- 《期待》(長篇小說)，臺北紅藍出版社，1960年11月

### 藝術
- 《王藍國劇人物水彩畫》，劉其偉編，臺北中國水彩畫會，1983年

### 傳記
- 《蔣總統與中國》，王藍等著，臺北黎明文化出版，1975年

### 合集
- 《一顆永恆的星 : 王藍小說選》，臺北九歌出版社，1999年11月

## 影音
- 《王藍自傳》(王璞先生拍攝作家錄影傳記)，王璞拍攝，1997年6月
- 《王藍追思會》王璞拍攝，2003年。
- 《專訪藍與黑作者王藍》，光耀科技傳播，2009年。
- 《專訪「長夜」作者王藍及地方工作者劉畏吾、孫鴻鈺、王小靈》，光耀科技傳播有限公司/製作

## 研究
- 《王藍小說藍與黑研究》，林德芳著，中國文化大學中國文學系碩士在職專班，2003年。

## 外部連結
- 王藍[永久]—國家圖書館當代文學史料系統。